# Menno Oosting
Menno Oosting (Son en Breugel, 17 de maio de 1964 - Turnhout, 22 de Fevereiro de 1999) foi um tenista profissional holandês.
Menno Oosting foi campeão em duplas mistas de Roland Garros, com Kristie Boogert. Ele faleceu em um acidente automobilístico em 1999, em Turnhout, Bélgica.

## Grand Slam finais

### Duplas Mistas ( 1título)
| Posição | N. | Data         | Torneio                      | Piso   | Parceiro        | Oponentes                         | Placar       |
| Campeã  | 1. | 5 Junho 1994 | Roland Garros, Paris, França | Saibro | Kristie Boogert | Andrei Olhovskiy Larisa Savchenko | 7–5 3–6, 7–5 |